# ЛизаАлерт
Доброво́льческий поиско́во-спаса́тельный отря́д «Ли́заАле́рт» (ДПСО «ЛизаАлерт») — добровольческое некоммерческое общественное объединение, занимающееся поиском пропавших без вести людей. Основан отряд 15 октября 2010 года. По данным ПСО, за 2022 год поступило 42 491 заявок, из них волонтёры нашли живыми 31 257 человек и погибшими 2 651.
По состоянию на 2024 год в отряде состоят более 40 000 добровольцев, что делает «ЛизаАлерт» крупнейшим добровольческим поисково-спасательным формированием в мире.

## Описание отряда
Организация возникла в сентябре 2010 года, когда группа из примерно пятисот стихийно собравшихся добровольцев искали пропавших 13 сентября в окрестностях подмосковного Орехово-Зуева пятилетнюю Лизу Фомкину и её тётю. Тело девочки нашли через 10 дней, тёти — днём ранее, обе скончались от переохлаждения. Добровольцы, участвовавшие в поисках, выступили с идеей создать поисково-спасательный отряд: в октябре 2010 года был запущен сайт lizaalert.org и форум. Отряд получил название «ЛизаАлерт»: в память о погибшей девочке и англ. alert — «сигнал тревоги». Прототипом также стало название международной системы оповещения AMBER Alert. Немного позже отряд возглавил московский предприниматель Григорий Сергеев, участвовавший в поисках Лизы.
В 2011 году отряд «ЛизаАлерт» стал лауреатом премии РОТОР в номинации «Интернет-сообщество года», а в 2017 году получил благодарность президента России Владимира Путина за активное участие в реализации социально значимых проектов.
В последующие годы подразделения «ЛизаАлерт» открывались в других городах. По состоянию на 2025год, они действуют в 64 регионах России. За всё время своей деятельности отряд принял участие в поисках примерно 40 тысяч человек, добровольцы движения спасли более 32 тысяч человек. К примеру, только в 2017 году из 9406 заявок были найдены живыми 7385 человек.

## Деятельность
«ЛизаАлерт» — это очень красивая консолидация гражданского общества и очень эффективная организация. Но те на местах правоохранительных органов, они силу этой организации понимают и относятся с уважением и обращаются за помощью. Иногда неофициально, но когда действительно хотят разыскать и помочь, конечно, обращаются за помощью и помощь охотно принимают.
По утверждению Григория Сергеева, возглавляющего «ЛизаАлерт», организация не принимает финансовые пожертвования, вместо этого отряд берёт в дар или пользование оборудование, необходимое в поисках, таким образом избегая избыточной работы с документами, которая может отнять драгоценное время на поиски и понизить эффективность работы. Вся деятельность отряда происходит на безвозмездной основе.
Поиск пропавших людей осуществляется силами волонтёров. Координаторы оповещают их о начале поисковой операции после получения заявки о пропаже человека по горячей линии или на сайте. У отряда есть множество алгоритмов информационного поиска: прозвон, автономные задачи, распространение ориентировок, а также методы активного поиска в лесной и городской среде, например, патрулирование, работа на отклик, работа на прочёс, то есть движение линии добровольцев по пересечённой местности. Методика поиска выбирается в зависимости от обстоятельств пропажи и характеристик человека, как возраст, состояние здоровья. Волонтёры исследуют местность наиболее вероятного нахождения, а на ближайшей территории от пропажи и проживания размещаются бумажные объявления с описанием. По словам Григория Сергеева, около 40 % успешных поисков случается за счёт таких ориентировок. Однако около 20 % запросов — не найденные или погибшие люди.
В 2014 году по инициативе отряда в Москве была создана база данных неизвестных пациентов, поступивших в больницы города. В 2017 году Григорий Сергеев предлагал Владимиру Путину создать единую систему поиска детей.
Волонтёры движения принимали участие в обеспечении помощи пострадавшим от наводнения в Краснодарском крае в 2012 году, на Дальнем Востоке в 2013 и в Алтайском крае в 2014 году. Количество добровольцев, участвующих в поисках, точно не определить, поскольку отряд не составляет списков. В 2016 году отряд запустил мобильное приложение для координации поисков людей. В 2018 году в отряде начали действовать курсы подготовки волонтёров. По всей России насчитывается около 4000 участников. Постоянная московская группа насчитывает порядка 150 человек. По исследованию ВШЭ, социальный портрет участника отряда — 30-40-летние самозанятые люди, предприниматели, журналисты, многие волонтёры с детьми, увлекаются активным отдыхом. Позывные пеших отрядов — «Лиса», поисковиков на транспорте — «Ветер», а штаб зовётся «Заря».
Помимо поиска пропавших «ЛизаАлерт» занимается предотвращением подобного рода происшествий. Психологи движения читают цикл лекций «Говорит ЛизаАлерт» о профилактике побегов, похищений и потерь детей. Инструкторы отряда проводят занятия для всех желающих, а в Кирове с 2018 года действует «Школа „ЛизаАлерт“» для учащихся младших и средних классов. Отряд также инструктирует в случае пропажи. В 2018 году волонтёры «ЛизаАлерт» проводили социальный эксперимент в парке Горького и на ВВЦ: по договорённости с родителями они знакомились с детьми и уводили их — девять из десяти детей ушли с незнакомыми людьми. В августе того же года «ЛизаАлерт» запустил в социальных сетях флешмоб «Давай не скажем маме»: взрослые люди под таким хэштегом описывали случаи насилия, которые произошли с ними в детстве.

## Партнёрства
Движение действует совместно с полицией и МЧС, имея с ними договоры о взаимном обмене данными о пропавших людях и пользуясь авиатехникой. В зависимости от особенностей поиска отряд может привлекать охотников, альпинистов, егерей, пожарных. В 2017 году ПСО заключил соглашение о сотрудничестве с Системой-112, а с 2019 года отряду помогает кинологическая группа Пожарно-спасательного центра Москвы.
В 2017 году отряд начал сотрудничество с концерном «Калашников», который разработал для отряда специальную серию электромотоциклов повышенной проходимости. «ЛизаАлерт» и «Калашников» создают совместный медиапроект о профилактике пропаж людей и по безопасному поведению в экстремальных условиях. «Билайн» обеспечивает бесплатную горячую линию отряда и делает бесплатную смс-рассылку о начале поисковой операции. Соглашения сотрудничества подписаны с «Мегафоном». С декабря 2018 года отряду помогает сервис «Яндекс.Такси»: более 80 % таксистов согласились получать оповещения о пропавших. В начале 2019 года к поисковой программе отряда «Островок безопасности» присоединилось 2,6 тысяч магазинов торговой сети «Пятёрочка», куда потерявшиеся люди могут обратиться за помощью.
В марте 2019 года торговая сеть «Пятёрочка», Центр поиска пропавших людей и поисково-спасательный отряд «ЛизаАлерт» запустили совместный проект — создание «Островков безопасности» в 2600 универсамах Москвы и Московской области. Зайдя в магазин, заблудившийся человек может обратиться к любому сотруднику или дождаться, пока ему предложат помощь. После этого директор магазина сообщит об обнаружении потерявшегося на специальную горячую линию, специалист которой в зависимости от сложившейся ситуации вызовет скорую помощь, полицию или отправит представителя «ЛизаАлерт» в универсам. В октябре 2019 года проект расширен на все 65 регионов присутствия торговой сети. С марта по декабрь 2019 года 271 потерявшийся человек в 77 населённых пунктах смог вернуться домой, более 20 из них находились в состоянии, угрожающем жизни и здоровью.
Также в декабре 2019 года ко Дню спасателя компания передала отрядам «ЛизаАлерт» 400 комплектов формы для поисковиков и 27 карт лояльности «Пятёрочки» с предначисленными баллами для обеспечения добровольческих отрядов продовольствием в нескольких регионах.
В 2019 году «Билайн» специально для «ЛизаАлерт» разработала программное обеспечение «Beeline AI — Поиск людей», которое призвано автоматизировать процесс обработки фотографий с дронов, что поможет в поиске.

## Доходы и расходы
Часть доходов движение получает от приложения «Поисковый центр», за которое с абонентов взимается абонентская плата — 169 рублей в месяц (по состоянию на 2020 год). Часть этой суммы поступает в Центр поиска пропавших людей — некоммерческую организацию, созданную Григорием Сергеевым, которая лоббирует интересы поисковиков в российских государственных органах, а также занимается созданием технологий для поиска пропавших людей и профилактикой исчезновений.

## Памятник потерянному времени
В 2014 году на средства отряда был создан «Памятник потерянному времени» — передвижная инсталляция, представляющая собой фигуру ребёнка внутри песочных часов. Ребёнок сидит в нижней части часов, а в верхней части находится песок. Символизирует важность времени при поиске пропавших детей. Впервые инсталляция была открыта в 2014 году напротив парка «Музеон» в Москве. Памятник регулярно перемещают в другой город. В 2014 году он побывал в Брянске, а в 2015 году инсталляция была перевезена в Киров. 16 сентября 2017 года инсталляция открылась в городе Орехово-Зуево, знаковом для отряда. 17 августа 2019 года инсталляцию открыли в Калуге на улице Октябрьской возле здания Инновационного культурного центра, где она и находится по состоянию на февраль 2020.

## Отряд в культуре
- Отряд «ЛизаАлерт» стал прототипом поискового отряда в фильме Андрея Звягинцева «Нелюбовь»[64].
- Поисковому отряду посвящена песня «Лиза» омской рэп-группы «Грот»[65].
- Реальные истории из будней отряда легли в основу сюжета интерактивного веб-сериала «Найден жив». В съемках принимали участие действующие волонтёры «ЛизаАлерт»[66].
- «ЛизаАлерт» послужил вдохновением и прототипом для книги Юлии Венедиктовой «Армас. Зона надежды»[67]
- АНО «ЦППЛ» при поддержке ОНФ создан документальный сериал «Неспокойные ночи. LizaAlert»[68]
- ООО «Телеканал ТВ3» создан документальный сериал «Вернувшиеся», рассказывающий реальные истории потерявшихся людей и их поисков, в том числе при участии «ЛизаАлерт»[69].
- Координатор[70] отряда Артём Ляшенко написал книгу «Плейлист волонтёра», позже по этой книге режиссёр Максим Свешников снял одноимённую многосерийную экранизацию[71].
- В сотрудничестве с отрядом выпущены 2 детские книги Александры Бодровой «Ушки на макушке. Знакомимся с правилами безопасности в городе» и «Ушки на макушке. Знакомимся с правилами безопасности на природе»[72].
- Ксения Кнорре Дмитриева выпустила книгу «Найден, жив! Записки о поисковом отряде „ЛизаАлерт“», посвященную 10-летию отряда ЛизаАлерт[73].